# Pfahlbausiedlung Weier
Koordinaten: 47° 44′ 10″ N, 8° 42′ 16″ O; CH1903: 694949 / 288046

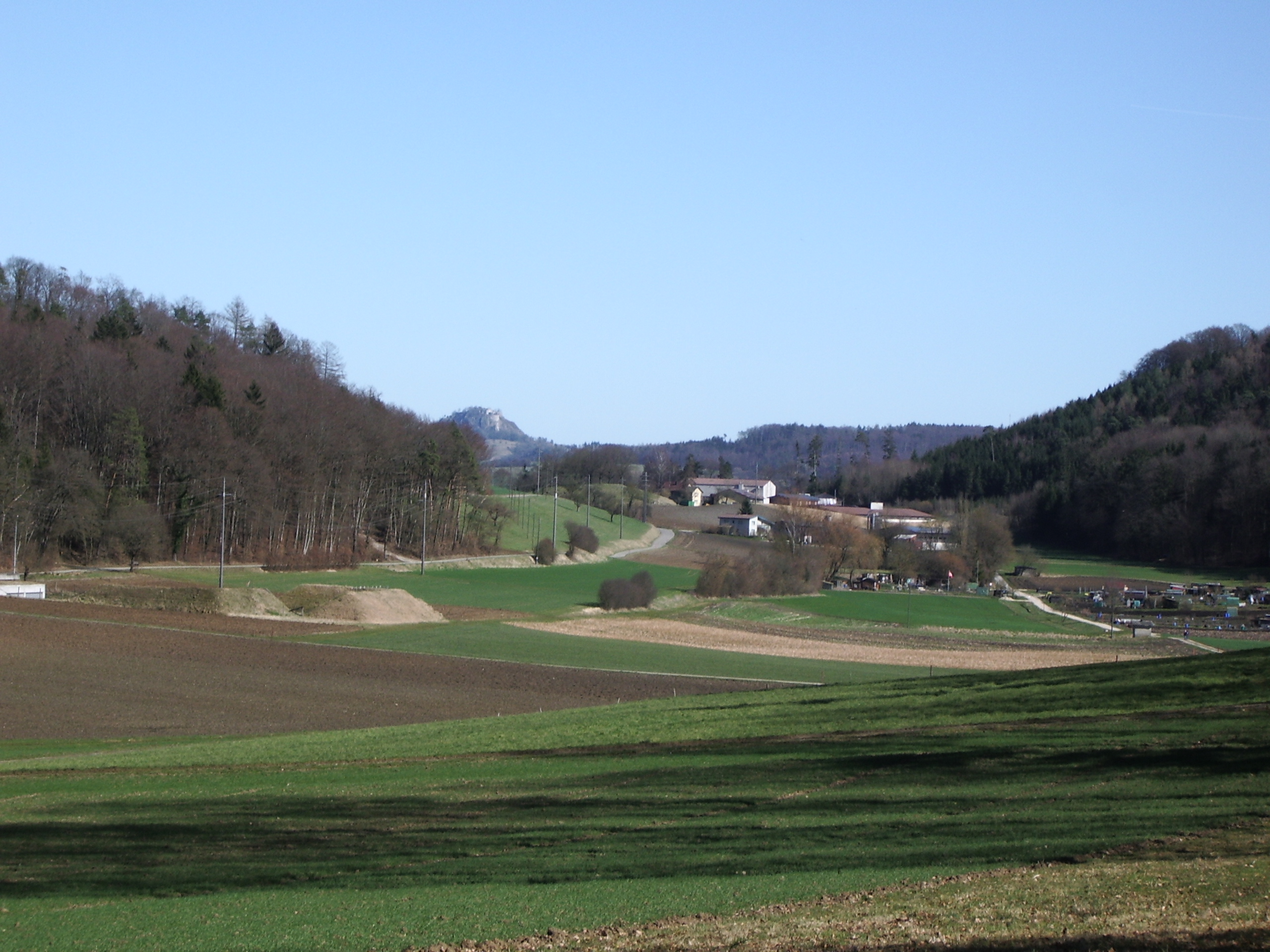
Blick auf die Fundstelle Weier I - III

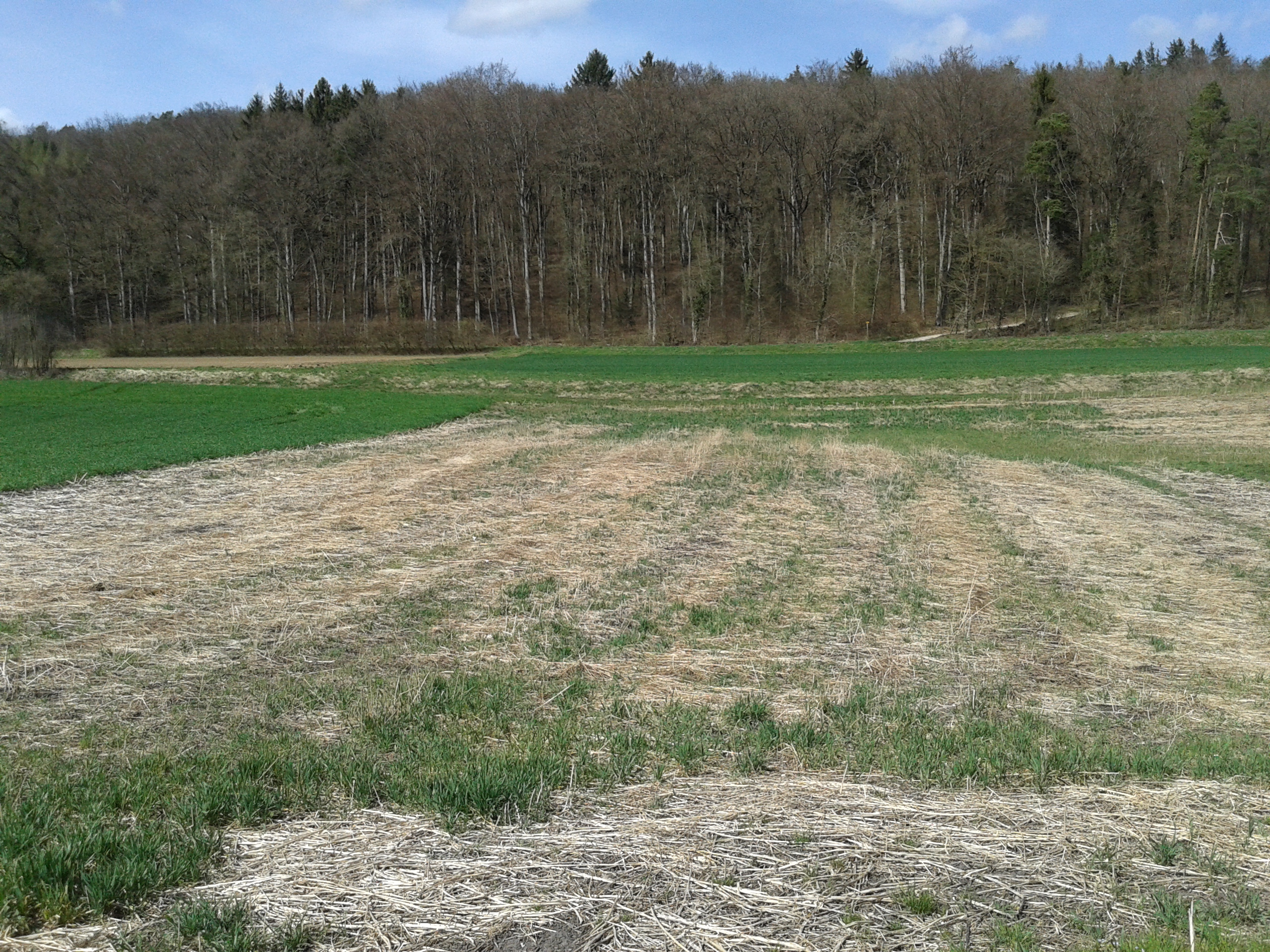
Fundstelle Weier I - III im Frühling 2015

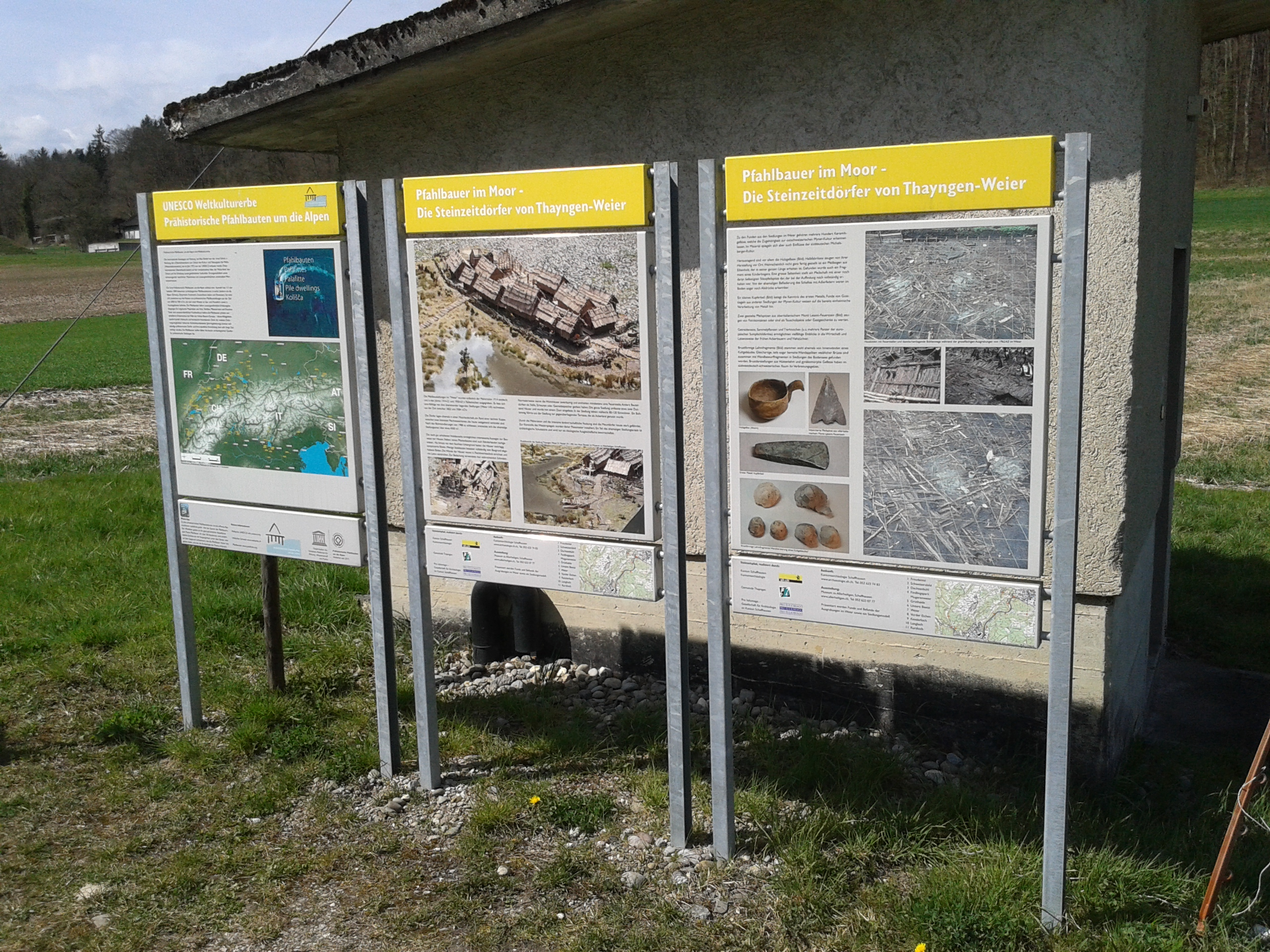
Informationstafeln bei der Fundstelle (Text siehe Weblinks)

Die Pfahlbausiedlung Weier (nach ihren drei Phasen auch Weier I – III genannt) ist eine jungsteinzeitliche Pfahlbauer-Moorsiedlung aus der Pfyner Kultur (ca. 3800 bis 3600 v. Chr.). Die Fundstelle liegt in einer flachen Talmulde südlich von Thayngen im Schweizer Kanton Schaffhausen. Entdeckt wurde die Siedlung 1914. Seit 2011 ist sie im Inventar des UNESCO-Weltkulturerbes aufgeführt.

## Entdeckung  und Erforschung
Bei einer Melioration im Jahr 1914 wurden erste Hinweise auf die Siedlung gefunden. Die ersten Teilausgrabungen fanden zwischen 1914 und 1921 unter Karl Sulzberger statt. Eine zweite ausführliche und vom Schweizerischen Nationalfonds unterstützte Grabung wurde zwischen 1950 und 1963 durch Walter Ulrich Guyan durchgeführt. Dank der Bohrsondierung von 1988 konnte ein Siedlungsumfang von etwa 4500 Quadratmetern nachgewiesen werden.
Bei den Ausgrabungen in den 1960er Jahren wurde zur Altersbestimmung von Holz erstmals in der Schweiz die Technik der Dendrochronologie angewandt. Die Daten mussten allerdings später korrigiert werden. Aufgrund der analysierten Bauhölzer lässt sich die zur Pfyner Kultur gehörende Siedlung auf ca. 3800 bis 3600 v. Chr. datieren.

## Lage
Die Fundstelle liegt etwa einen Kilometer südlich des Dorfes jenseits eines kleinen Hügels in einer Geländemulde. Einst befand sich die Siedlung auf einer Landzunge zwischen zwei heute verlandeten, flachen Kleinseen.
Bis jetzt konnten drei siedlungsgeschichtlichen Perioden nachgewiesen werden, bezeichnet mit Weier I – III. Die drei Perioden sind durch schmale Torfbänder und im Wasser abgelagerte Schichten von Gyttja voneinander getrennt.

## Entdeckte Bauten
Durch die archäologischen Grabungen konnten in jeder Schicht dank gut erhaltener Holzbauteile mehrere Häuser in verschiedenen Bauweisen (Pfosten-, Ständer- und Stelzbauten) nachgewiesen werden.
Für Weier I wurden vier Häuser (Pfostenbauten mit Prügelböden) und ein Zaun nachgewiesen. In der Schicht von Weier II wurden acht bis neun Bauten inklusive Ställen und Speichern (Pfosten- und Ständerbauten) sowie ein Zaun entdeckt. Von Weier III wurden acht Bauten erforscht, davon auch abgehobene Stelzbauten, zusätzlich Bohlenwege sowie wieder ein Dorfzaun. In der Siedlung lebten vermutlich 80 bis 120 Einwohner. Die gegenüberliegende Geländeterrasse wurde als Acker genutzt.

## Fundstücke
Während der Grabungsarbeiten wurden mehrere Hundert Keramikgefässe, darunter Backteller und Tulpenbecher, entdeckt. Diese lassen sich der ostschweizer Pfyner Kultur zuordnen. Die Funde zeigen jedoch auch Einflüsse der süddeutschen Michelsberger Kultur.
Zu den weiteren Funden zählen gut erhaltene Holzobjekte, unter anderem ein kompletter Bogen und Pfeil mit Silexspitze. Weiter wurden eine Kupferbeilklinge, Gürtelhaken aus Geweih und zwei gestielte Pfeilspitzen aus oberitalienischem Monti-Lessini-Feuerstein gefunden. Aus Lehm modellierte Frauenbrüste sind wohl als Wandbestandteile eines Kultgebäudes zu deuten.
Ferner wurden Getreidereste, Sammelpflanzen und verschiedene Tierknochen und Panzer unter anderem von der europäischen Sumpfschildkröte entdeckt.

## Weier als Teil des UNESCO-Weltkulturerbe
Unter der Bezeichnung Prähistorische Pfahlbauten um die Alpen wurde die Fundstelle Weier I – III im Jahr 2011 zusammen mit 110 weiteren Fundstellen prähistorischer Pfahlbauten in der Schweiz, in Deutschland, Österreich, Italien, Frankreich und Slowenien in die Liste des UNESCO-Welterbes aufgenommen.
Die Situation vor Ort präsentiert sich unspektakulär. Sichtbar ist die Talmulde der ehemaligen Seen. Die eigentliche Fundstelle ist eine Brachfläche. Nur Informationstafeln deuten auf das UNESCO-Welterbe hin. Die während der Forschungsgrabungen entdeckten Kleinfunde sind zusammen mit einem Modell der Siedlung im Museum zu Allerheiligen in Schaffhausen ausgestellt.
Nach den Untersuchungen wurden die Überreste der Siedlung zu ihrem Schutz wieder mit Erdmaterial zugedeckt. Das Gelände und damit auch die im Boden verborgenen Überreste sind mittlerweile durch Austrocknung bedroht.
Durch die Melioration wurde das ehemalige Moorgebiet entwässert. Dadurch und durch die intensive landwirtschaftliche Nutzung ist das ehemalige Moordorf heute stark gefährdet. Zur Kontrolle des Wasserspiegels wurden deshalb Piezometer installiert. Zum Schutz der Fundstelle wurde ein Teil des ehemaligen Siedlungsareals zur archäologischen Schutzzone erklärt. Das Land wird nur als ökologische Ausgleichsfläche bewirtschaftet.
Die Gemeinde Thayngen plant, die Fundstelle Weier und das nahe gelegene Kesslerloch, eine prähistorische Höhle, für Besucher attraktiver zu gestalten. 2014 hat sie deshalb vom Bernischen Historischen Museum ein während einer Ausstellung durch Museumsmitarbeiter und Besuchern nur mit Hilfe von Werkzeug und Methoden aus der Jungsteinzeit erstelltes Pfahlbauhaus übernommen. Wo genau es wieder aufgebaut werden soll, ist noch unklar.